# Witold Lanci
Witold Henryk Lanci (ur. 1829 w Warszawie, zm. 1892 w Kalwarii k. Suwałk) – polski architekt.

## Życiorys
Studiował w Akademii św. Łukasza w Rzymie. W 1857 wrócił do kraju i współpracował z ojcem Franciszkiem Marią Lancim. W Warszawie zaprojektował Hotel Brühlowski (ul. Fredry 12), Pałac Szlenkierów (pl. Dąbrowskiego 6), giełdę przy Królewskiej 14 i przebudowę ujeżdżalni przy Królewskiej 15. Ponadto 6 kamienic czynszowych: przy ul. Królewskiej 16 (dla Kazimierza Granzowa), Al. Jerozolimskich 55 (dla Franciszka Łapińskiego), ul. Leszno 10 (dla Brodowskiego) oraz przy Marszałkowskiej 98, 138 (dla Braunsteina) i 156. Witold Lanci był także projektantem dworca kolejowego w Lublinie.